# Fauxbourdon
Fauxbourdon – (wł. falso bordone, fałszywy burdon) – rodzaj techniki trzygłosowej, polegającej na stosowaniu równoległych akordów tercjowo-kwartowych (odpowiadających akordom w pierwszym przewrocie), przy czym w kadencjach kończących frazy lub zdania muzyczne pojawiają się akordy kwintowo-kwartowe. Technika ta rozwinęła się w pierwszej połowie XV w. w kręgu szkoły burgundzkiej, a za jej prototyp uważany jest angielska technika gymelu. Za twórcę tej techniki uważany jest John Dunstable.
Fauxbourdon miał charakter improwizacyjny: w partyturze zapisywano górny i dolny głos, środkowy pozostawiając dopełnieniu przez wykonującego (z dopiskiem fauxbourdone). Ponieważ wszystkie głosy poruszały się w tych samych wartościach rytmicznych (faktura nota contra notam), użycie fauxbourdonu pozwalało na większą przejrzystość tekstu; zatracała się jednak samodzielność poszczególnych głosów.

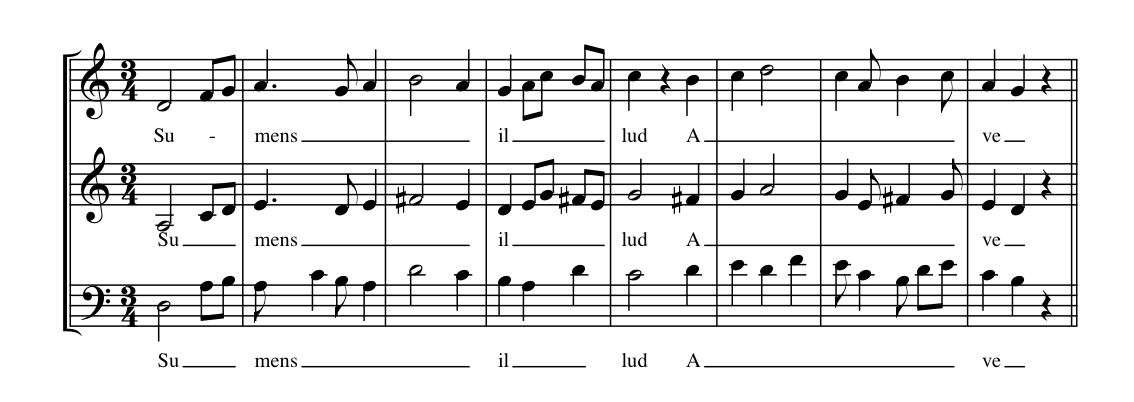
Przykład użycia fauxbourdonu. Fragment rozpoczynający Ave Maris Stella, antyfonę maryjną, opracowaną przez Guillaume’a Dufaya, w transkrypcji współczesnej. Głos środkowy, w oryginale oznaczony fauxbourdon, podąża za najwyższym głosem w interwale kwarty. Najniższy głos często, choć nie zawsze, znajduje się w interwale seksty w stosunku do głosu najwyższego.

Podobna, lecz wyrosła z innej tradycji, technika rozwinęła się w XV-wiecznej Anglii pod nazwą faburden. Faburden opierał się również na pochodach akordów tercjowo-kwartowych wraz z rozwiązaniami kwintowo-kwartowymi na zakończeniach fraz; był jednak jedynie metodą harmonizacji już istniejącego chorału. Co istotne, chorał ten znajdował się w głosie środkowym.
Technika fauxbourdon była popularna w XV-XVI w. wśród takich kompozytorów, jak Guillaume Dufay (którego "Postcommunio" z "Missa Sancti Jacobi" uchodzi za pierwsze jej zastosowanie), Gilles Binchois, Mikołaj z Radomia (jego Magnificat to pierwszy zachowany przykład zastosowania tej techniki w muzyce polskiej), Johannes Ockeghem, Jacob Obrecht, Giovanni Pierluigi da Palestrina, Orlando di Lasso, Josquin des Prés. W późniejszych wiekach z podobnych struktur – szeregów równoległych akordów w pierwszym przewrocie, nasuwających skojarzenie z fauxbourdonem – korzystali Johann Sebastian Bach, Ludwig van Beethoven oraz Fryderyk Chopin.